# Parti de la vraie alternative
Le Parti de la vraie alternative (en néerlandais Echte Alternatieve Partij, en papiamento Partido Alternativa Real, abrégé en PAR), jusqu'en 2016 le Parti pour la restructuration des Antilles, est un parti politique curacien créé en 1993 et dirigé par Quincy Girigorie (pap).

## Résultats
| Année | Voix   | %     | Rang | Élus   | +/-           |
| ----- | ------ | ----- | ---- | ------ | ------------- |
| 2010  | 22 474 | 30,23 | 1er  | 8 / 21 | Nv.           |
| 2012  | 17 179 | 19,75 | 3e   | 4 / 21 | 4             |
| 2016  | 11 949 | 15,10 | 3e   | 4 / 21 | en stagnation |
| 2017  | 18 368 | 23,30 | 1er  | 6 / 21 | 2             |
| 2021  | 11 778 | 13,88 | 2e   | 4 / 21 | en stagnation |
| 2025  | 7 561  | 10,03 | 3e   | 2 / 21 | 2             |